# Antoniówka Świerżowska
Antoniówka Świerżowska (do 1996 Antoniówka Świerzowska) – wieś sołecka  w Polsce położona w województwie mazowieckim, w powiecie garwolińskim, w gminie Maciejowice.
| SIMC    | Nazwa     | Rodzaj    |
| ------- | --------- | --------- |
| 0680288 | Piaski    | część wsi |
| 0680294 | Rybakówka | część wsi |

W latach 1975–1998 miejscowość administracyjnie należała do województwa siedleckiego.
Wierni kościoła rzymskokatolickiego należą do parafii św. Jakuba Apostoła w Świerżach Górnych.